# لغة الأمة ولغة الأم
لغة الأمة ولغة الأم، عن واقع اللغة العربية في بيئتها الاجتماعية والثقافية هو كتاب من تأليف الكاتب واللغوي المغربي عبد العلي الودغيري، صدر عن دار الكتب العلمية في بيروت عام 2013. يندرج الكتاب في أبحاث علم اللغة الاجتماعي الذي يُعدّ أحد علوم اللسانيات، ولا تأتي أهمية هذا الكتاب من إحاطته بواقع اللغة العربية في بيئتها الاجتماعية والثقافية فحسب، وإنما من غزارة المعلومات الواردة فيه كذلك، وهي معلومات لا تقتصر على واقع اللغة العربية الواحدة، إذ تتجاوزه إلى واقع اللغات واللهجات الأخرى في الوطن العربي (الأمازيغية، الكردية، التركمانية، الشركسية، السريانية، لغات السودان المتعددة. إلخ)، فضلًا عن واقع اللغات الأجنبية في مغرب الوطن العربي ومشرقه (الفرنسية، الإنجليزية خصوصًا)، إضافة إلى معلومات مهمة عن واقع التعدد اللغوي في دول كثيرة من دول العالم، وعلاقتها بالواقع السياسي لتلك الدول.

## محتوى الكتاب
يقع الكتاب في 336 صفحة من القطع المتوسط، ويتضمن مقدمةً وثلاثة أبواب كبيرة، وكل باب مؤلّف من فصول عدة:
- الباب الأول: العربية وسؤال التنمية: وفيه يُشير إلى أهمية اللغة الوطنية المشتَركة في تحقيق التنمية والأمن الثقافي واللغوي والتماسُك الاجتماعي.
- الباب الثاني: العربية وسؤال التعدّد اللغوي، وينقسم هذا الباب إلى ثلاثة فصول وملحق. وفيه يعالج المؤلفُ القضايا المتعلّقة بالتعدد اللساني في العالَم العربي (ماله وما عليه)، ووضعية اللغة العربية في الدساتير العربية، مع عناية خاصة بحالة المغرب.
- الباب الثالث: العربية وسؤال الهُويّة: بين نزعة الانقسام والرغبة في الالتحام (أو: العربية في سياق الازدواجية والدعوة للدارجة)، وينقسم إلى فصلين كبيرين يعالجان قضية الازدواجية بين الفصحى والعامية الدارجة والقضايا المطروحة حولهما، وهو موضوع الساعة في المغرب.

## قال النقاد:
علي العايد الحسين:"لا تأتي أهمية هذا الكتاب من إحاطته بواقع اللغة العربية في بيئتها الاجتماعية والثقافية فحسب، وإنما من غزارة المعلومات الواردة فيه كذلك، وهي معلومات لا تقتصر على واقع اللغة العربية الواحدة، إذ تتجاوزه إلى واقع اللغات واللهجات الأخرى في العالم العربي (الأمازيغية، الكردية، التركمانية، الشركسية، السريانية، لغات السودان المتعددة. إلخ)، فضلًا عن واقع اللغات الأجنبية في مغرب الوطن العربي ومشرقه (الفرنسية، الإنكليزية خصوصًا)، إضافة إلى معلومات مهمة عن واقع التعدد اللغوي في دول كثيرة من دول العالم، وعلاقتها بالواقع السياسي لتلك الدول."

## اقرأايضا:
العربية أداةً للوحدة والتنمية وتوطين المعرفة.
اللغة العربية في مراحل الضعف والتبعية (كتاب)

مراجع
1. 1 2  "مراجعة كتاب: لغة الأمة ولغة الأم، عن واقع اللغة العربية في بيئتها الاجتماعية والثقافية". مركز حرمون للدراسات المعاصرة. اطلع عليه بتاريخ 2023-10-16.
2. ↑  "د. الودغيري يذَكّر بكتابه "لغة الأمة ولغة الأم"". هوية بريس. اطلع عليه بتاريخ 2023-10-16.